# Сибирская минога
Сиби́рская мино́га (лат. Lethenteron kessleri) — вид пресноводных непаразитических бесчелюстных семейства миноговых.

## Ареал
Сибирская минога встречается в реках бассейна Северного Ледовитого и Атлантического океанов от Северной Двины на западе до рек Чукотки и, по неподтверждённым данным, Сахалина. Наблюдалась в реках Обь, Томь, Тамбей, Хабейяха, Енисей, Хатанга, Анабара, Олёнка, Лена, Яна, Индигирка, Хрома, Алазея, Колыма, Китой (левый приток Ангары), Амгуэма и других.

## Описание
Является мелкой непроходной формой, внешне похожей на более крупную японскую миногу. Обладает редуцированным кишечником, развитыми нижегубными зубами и крупной икрой.
В личиночной стадии достигают 15—20 сантиметров в длину, размер взрослых миног — до 16—26 см при массе до 11 грамм.

## Образ жизни
Продолжительность жизни составляет около 7 лет, при этом бо́льшая её часть — до 4—5 лет — проходит в стадии личинки-пескоройки. В данной стадии они живут на мелководье, заиленных участках рек, заливных лугах и временных водоёмах, зарывшись в ил. Пескоройки питаются микроскопическими водорослями, детритом растений и зоопланктоном.
Превращение во взрослую миногу начинается осенью на 4—5 году жизни, и заканчивается к весне, через 3—4 месяца после начала изменений.
Плодовитость низкая — 1800—5800 икринок. Размер икринок — около 1 мм. Нерестится сибирская минога в первой половине лета, когда температура воды достигает 13—15 °C. Почти сразу после нереста практически все миноги погибают.
Точных данных о рационе взрослых особей нет. Среди естественных врагов сибирской миноги — щука, окунь, налим, сибирский осётр, таймень, нельма и чайки (в период нереста).

## Взаимоотношения с человеком
Промысловой ценности не имеет. Личинки могут использоваться в качестве наживки.
Сибирская минога внесена в Красную книгу Кировской области.